# Comunione (diritto)
La comunione, in diritto è una situazione per la quale la proprietà o un altro diritto reale spetta in comune a più persone. È un istituto giuridico codificato nei sistemi di civil law sin dai tempi del diritto romano. 

## Storia
Nel diritto romano il primo tipo di comproprietà si costituiva automaticamente alla morte del pater familias tra i più heredes sui, per il fatto stesso che il patrimonio ereditario restasse in comune tra di essi (consortium ercto non cito). Ogni consorte poteva infatti da solo non soltanto compiere atti di godimento e di gestione di cose comuni ma poteva anche disporne per l'intero. Ovviamente a ciascuno era fatta la possibilità di interporre veto. A porre fine a questo stato di indivisione interveniva l'actio familiae erciscundae.
In età successiva si parlò di communio che poteva essere volontaria (in vista ad esempio di un contratto consensuale di società che tra più persone si costituiva, esse compravano in comune certi beni oppure ne mettevano in comune altri già in proprietà esclusiva dell'uno o dell'altro dei soci). Più spesso poteva essere incidentale, determinandosi essa indipendentemente dalla volontà dei contitolari: nei casi di legato per vindicationem in favore di più legatari.

In questa communio, sorta, in età classica, ciascuno non era più titolare dell'intero, ma soltanto di una quota ideale che poteva alienare, sulla quale poteva costituire usufrutto e pegno, partecipare alle spese nella misura corrispondente alla propria quota e nella stessa misura faceva suoi i frutti. Pro quota rispondeva dei danni che la cosa comune avesse recato a terzi. Se si volevano apportare modifiche spettava a ciascuno dei contitolari lo ius prohibendi. Se un socius abbandonava la sua quota questa veniva acquistata da altri, da ciascuno in proporzione della quota spettantegli. La manomissione dello schiavo in comproprietà comportava che il servo avrebbe conseguito la libertà solamente quando ognuno avesse compiuto l'atto di affrancazione. Il comproprietario esercitava pro parte la rei vindicatio.

Allo scioglimento della comunione di proprietà era possibile tramite l'actio communi dividundo, nella quale i ruoli delle parti non erano differenziati. Con una formula con adiudicatio, il giudice aggiudicava costituitivamente a talune parti o a tutte quante la proprietà esclusiva di cose comuni o di proporzioni di determinate cose comuni. Quando le cose erano indivisibili (nel caso di servitù, ad esempio) era necessario stabilire conguagli in denaro.

## Tipologia e caratteristiche
Generalmente, se ne possono distinguere tre diverse categorie:
- comunione volontaria (dipendente dalla volontà dei partecipanti; esempio: più persone comprano insieme un bene)
- comunione incidentale (non dipendente dalla volontà dei partecipanti; esempio: più persone ricevono un bene in eredità)
- comunione forzosa (alla quale non ci si può sottrarre; esempio: condominio degli edifici)

Generalmente, i vari ordinamenti prevedono che ciascun partecipante possa, in ogni momento, chiedere la divisione mentre può essere prevista la possibilità di stipulare un eventuale patto fra i partecipanti di restare in comunione, che secondo l'ordinamento italiano non può eccedere la durata di diciannove anni.

### Comunionepro-diviso
La comunione pro-diviso è in senso tecnico giuridico una forma anomala di comunione nella quale ad ogni comunista è fisicamente attribuita una parte ben definita del bene in comunione, solitamente un immobile o un terreno, ed ogni comunista godrà dei frutti della sua parte e provvederà alle spese della sua parte o da essa derivanti.
La divisione del bene può essere spaziale, quale può essere ad esempio una parte ben individuata di un terreno, o temporale quale può essere l'uso in periodi ben determinati di un appartamento (multiproprietà) o il godimento di un'opera d'arte (che ad esempio può essere esposta per alcuni mesi all'anno in un museo e per i mesi rimanenti in un altro museo).
Le modalità di divisione nella comunione pro-diviso devono essere definite contrattualmente.
Alcuni beni oggetto di comunione non possono essere pro-diviso; si tratta in genere di beni immateriali o che hanno un valore prettamente immateriale, ad esempio la proprietà intellettuale, che possono essere suddivisi solo in quote indistinte del tutto rientrando quindi nella tipologia di comunione pro-indiviso.

### Comunionepro-indiviso
La comunione pro-indiviso configura una condivisione di diritti sullo stesso bene in quote ideali il cui peso è rapportato non a una parte fisicamente definita, ma a una parte indefinita dell'intero bene. Le quote si presumono uguali.
La comunione va tenuta distinta dalle figure dell'associazione e della società: abbiamo qui una mera pluralità di soggetti in contitolarità di diritti. Non nasce un soggetto di diritto ulteriore rispetto ai singoli partecipanti. Non c'è distinzione fra creditori comuni e creditori dei singoli partecipanti: il creditore del singolo comproprietario può pignorare la quota del debitore e può provocare la vendita forzata della cosa comune, con il risultato di dissolvere lo stato di comunione. Agli altri comproprietari non spetterà che la parte di capitale loro assegnata o la somma di danaro corrispondente al valore delle loro quote.
Nelle associazioni e nelle società i membri del gruppo sono legati per tutta la durata del rapporto da un vincolo di natura contrattuale; nella comunione, anche quando essa nasce da un contratto, quest'ultimo esaurisce la sua funzione nel momento costitutivo del rapporto, ed il rapporto, una volta costituito, si svolge tra soggetti non più legati da un vincolo contrattuale. Soprattutto non c'è nella comunione un impegno contrattuale, reciprocamente assunto, di perseguire la realizzazione di interessi comuni.

## Disciplina nell'ordinamento italiano
Nell'ordinamento italiano, la comunione è regolata principalmente dagli articoli 1100-1116 del Codice civile. Il suo scioglimento è regolato dagli artt. 784-791 del Codice di procedura civile, mentre la divisione dei beni è regolata dagli artt. 713-768 del Codice civile. 
L'articolo 2248 delimita gli ambiti di applicazione rispettivi delle norme sulla comunione e sulla società, definendo la prima come “comunione a scopo di godimento”, mentre mediante il contratto di società le parti conferiscono beni per l'esercizio in comune di un'attività economica allo scopo di dividerne gli utili.

### Le quote dei partecipanti
La coesistenza dell'uguale diritto di più persone sulla medesima cosa si realizza attraverso l'immaginaria scomposizione della cosa in una pluralità di quote. Materialmente la cosa comune appartiene per intero a tutti i partecipanti. Idealmente invece la cosa comune si scompone in tante quote quanti sono i comproprietari: la quota è una sua frazione ideale, determinata aritmeticamente. Essa rappresenta la proporzione secondo la quale ciascun partecipante concorre nei vantaggi e nei pesi inerenti alla cosa comune.
In linea di principio, le quote si presumono uguali (anche nel caso in cui più persone comprano un bene, sborsando ciascuno una somma diversa: se non stabiliscono diversamente, ciascuno avrà sul bene comune una quota uguale: art. 1118). Ma le quote possono, per legge o per volontà delle parti, essere disuguali fra di loro.
Le quote di una comunione sono sostanzialmente diverse dalle quote di partecipazione societarie (ad esempio, di una s.r.l.), che sono normalmente considerate un bene  mobile di per sé e persino suscettibili di usucapione.

### Il godimento della cosa comune

#### L'uso della cosa comune
Spetta, separatamente, a ciascun partecipante, il quale non deve però alterarne la destinazione e deve comportarsi in modo da non impedire l'uso da parte di ciascun altro partecipante (cd. principio del concorso, art. 1102). Non sempre, tuttavia, la natura della cosa comune permette l'uso individuale di ciascun partecipante. L'uso della cosa comune può anche formare materia di un apposito regolamento che disciplini l'uso della cosa comune.

#### L'amministrazione della cosa comune
Spetta collettivamente ai partecipanti, che deliberano a maggioranza di quote (art. 1105). Per le innovazioni e l'amministrazione straordinaria occorre la maggioranza di numero dei partecipanti che rappresentino almeno i due terzi del valore della cosa (art. 1108).

#### La rappresentanza nei confronti dei terzi
Tacendo la legge al riguardo, si ritiene che questa spetti a ciascun partecipante disgiuntamente dagli altri. A maggioranza può essere nominato un amministratore della cosa comune, scelto fra i partecipanti oppure terzo (art. 1106). È opinione comune che si tratti di un mandatario dei partecipanti, al quale i partecipanti potranno, sempre a maggioranza, impartire istruzioni (e possono sostituirsi a lui nel compimento degli atti di amministrazione). La rappresentanza esterna (sostanziale e processuale) dovrà essergli espressamente attribuita. Egli rappresenta i singoli partecipanti, dei quali dovrà spendere il nome, e non la comunione in sé.

#### Responsabilità per le obbligazioni contratte
Per le obbligazione contratte per la cosa comune i singoli partecipanti rispondono in solido.

### La disposizione e la difesa della cosa comune
Ciascun partecipante può disporre della propria quota senza richiedere il consenso degli altri partecipanti.
Gli atti di disposizione della cosa comune richiedono invece il consenso unanime dei partecipanti.
Ciascuno dei partecipanti può agire contro i terzi per la tutela della cosa comune, sia con le azioni petitorie, sia con le azioni possessorie.

### La gestione della cosa comune

#### La divisione
Ciascuno dei partecipanti può in ogni momento chiedere al giudice di pronunciare la divisione della cosa comune (art. 1111), salvo che si tratti di cosa che, se divisa, cesserebbe di servire all'uso cui è destinata.

La divisione deve avvenire, se possibile, in natura (art. 1114), cioè trasformando le quote ideali dei partecipanti in porzioni fisiche della cosa. Se il carattere del bene non consente o renda scomoda la divisione in natura, si procederà alla sua assegnazione solitaria a uno dei partecipanti, che corrisponderà agli altri il valore in danaro della loro quota oppure alla sua vendita con conseguente ripartizione del ricavato. Alla divisione si applicano, in quanto compatibili, le norme sulla divisione ereditaria (art. 1116).

#### L'amministrazione giudiziaria
Sulla cosa comune il giudice ha lo stesso potere che gli è dato sulle cose delle persone fisiche fatto salvo, se chiamato in causa, quello di salvaguardare i diritti dei singoli comunisti qualora le deliberazioni e gli atti risultino illecite o illegittime.
Il giudice non può, se non per salvaguardare diritti lesi, esercitare poteri o condizionamenti sull'amministrazione della cosa comune, e non gli è consentita alcun'interferenza; non può in nessun caso sostituirsi ai partecipanti nella gestione della cosa comune, ma può solo, se richiesto anche da uno solo dei partecipanti, annullare le azioni illecite o illegittime e, qualora sussistano le condizioni di applicabilità dell'art. 1105/4 c.c., norma prevista al solo fine di ovviare all'inerzia dei comunisti, può nominare un amministratore il cui limite generale è quello di espletare le incombenze di legge e compiere gli atti di ordinaria amministrazione, sempreché, anche per l'ordinarietà, non intervengano, con le dovute maggioranze, precise decisioni dei comunisti.
Il giudice non può sindacare il merito delle deliberazioni dei partecipanti ma, nel procedimento contenzioso,:
- può, su impugnazione dei dissenzienti, annullare ogni atto di amministrazione sia ordinaria che straordinaria che sia gravemente pregiudizievole per la cosa comune e tale da ledere i diritti dei singoli quali l'alienazione, la locazione per oltre nove anni, la variazione della destinazione, la modifica della consistenza e della forma della cosa comune o del suo godimento e non comportino pregiudizio al godimento di alcuno dei partecipanti o una spesa gravosa;
- può annullare il regolamento della comunione ove esso sia lesivo dei diritti dei singoli e non ne garantisca il pari godimento.

Se non si prendono i provvedimenti necessari per l'amministrazione della cosa comune o non si formi una maggioranza, o se la deliberazione adottata non viene eseguita, ciascun partecipante può ricorrere all'autorità giudiziaria ed il giudice, a seguito di istanza circostanziata, può provvedere in camera di consiglio, nel caso di assoluta inerzia dei partecipanti e in sostituzione dei partecipanti inerti, ad assumere le iniziative per l'espletamento degli atti obbligatori o per eseguire la volontà della maggioranza non attuata dall'amministratore.
Il giudice può, quando l'inerzia o la discordia dei partecipanti alla comunione sia tale da impedire anche il compimento degli atti strettamente necessari per l'amministrazione, nominare un amministratore che provveda esclusivamente a questi compiti ovvero ad attuare le delibere dei partecipanti, tenere la contabilità, adempiere agli eventuali obblighi fiscali, ripartire le rendite, richiedere le somme pro quota per il pagamento dei debiti, eseguire le opere per il mantenimento della sicurezza degli edifici.
L'amministratore giudiziario può essere un partecipante o un terzo ed ha la stessa posizione di quello nominato direttamente dai partecipanti alla comunione, quindi è un loro mandatario, per cui deve rendere esatto conto di tutto il suo operato e renderne disponibili i documenti; non può in alcun caso assumere decisioni autonome, non può compiere atti che non siano stati preventivamente deliberati e che non siano perfettamente conformi alle delibere, non può intromettersi nelle deliberazioni dei comunisti e non può intromettersi, anche se per dirimerle, nelle loro liti.

### Il condominio degli edifici
È un tipo di comunione molto diffuso ed importante, soprattutto nelle città. Il condominio si ha negli edifici composti da più alloggi appartenenti a proprietari diversi. Ogni alloggio è di proprietà esclusiva di una persona alla quale spettano in via esclusiva i poteri di godimento e disposizione su di esso. Il suolo e le parti destinate all'uso comune (cortile, scale, pianerottolo, ascensore, ingresso, tettoia ecc…) sono in comproprietà forzosa fra i condomini, secondo quote proporzionali derivanti da un'operazione di stima basata sulle dimensioni di ogni alloggio e sulle sue caratteristiche (piano, veduta, esposizione, funzionalità, ecc.). Queste quote di comproprietà, solitamente indicate in millesimi, spettano ai proprietari dei vari alloggi.
Il condominio deve essere gestito da un amministratore se formato da più di nove enti (detto amministratore di condominio) che può essere interno (nel caso in cui il ruolo sia ricoperto da uno dei condomini) o un soggetto esterno.

L'amministratore è l'organo che esegue le deliberazioni dell'assemblea, riscuote i contributi dai condomini ed eroga le spese occorrenti per la gestione e la manutenzione, redige il bilancio annuale, rappresenta il condominio nei procedimenti giudiziari nei quali è parte.
È necessario nominare un amministratore se ci sono più di otto condomini (riforma giugno 2013).
L'assemblea dei condomini e l'amministratore sono gli organi previsti dalla legge per disciplinare l'uso delle parti comuni dell'edificio e per compiere l'attività amministrativa. L'assemblea è l'organo cui spetta il potere di deliberare e redigere il regolamento condominiale, che è obbligatorio se vi sono più di 10 condomini. Il regolamento può anche essere contrattuale.
L'amministratore dura in carica un anno, ma può essere revocato in ogni momento dall'assemblea, salvi i danni.